# 에이시즈 & 에잇츠
에이시즈 & 에잇츠 (Aces & Eights)는 TNA에서 활동하는 프로레슬링 악역 스테이블이다. 2012년 6월말에 TNA에 첫 등장한다.
- 현재 멤버 : DOC & 마이크 녹스 & 디본 & 미스터 앤더슨 & 태즈

## 같이 보기
- TNA